# Санта-Круш (Сантьягу-ду-Касен)
Санта-Круш (порт. Santa Cruz) — район (фрегезия) в Португалии, входит в округ Сетубал. Является составной частью муниципалитета Сантьягу-ду-Касен. По старому административному делению входил в провинцию Байшу-Алентежу. Входит в экономико-статистический субрегион Алентежу-Литорал, который входит в Алентежу. Население составляет 500 человек на 2001 год. Занимает площадь 26,28 км².